# VM i alpint skiløb 2011
Verdensmesterskaberne i alpint skiløb 2011 var det 41. VM i alpint skiløb arrangeret af FIS. Mesterskabet blev afviklet i Garmisch-Partenkirchen i Tyskland i perioden 7. – 20. februar 2011. Garmisch-Partenkirchen var også VM-vært i 1978 samt vært vor den alpine del af vinter-OL 1936.
Det tyske skisportssted vandt værtskabet ved FIS-kongressen i Vilamoura, Portugal, 25. maj 2006. Nummer to i afstemningen, Schladming i Østrig blev senere tildelt værtskabet for 2013.

## Medaljevindere

### Mænd
| Disciplin        | Guld                 | Guld    | Sølv                | Sølv    | Bronze              | Bronze  |
| ---------------- | -------------------- | ------- | ------------------- | ------- | ------------------- | ------- |
| Styrtløb         | Erik Guay            | 1:58,41 | Didier Cuche        | 1:58,73 | Christof Innerhofer | 1:59,17 |
| Super G          | Christof Innerhofer  | 1:38,31 | Hannes Reichelt     | 1:38,91 | Ivica Kostelić      | 1:39,03 |
| Superkombination | Aksel Lund Svindal   | 2:54,51 | Christof Innerhofer | 2:55,52 | Peter Fill          | 2:56,41 |
| Storslalom       | Ted Ligety           | 2:10,56 | Cyprien Richard     | 2:10,64 | Philipp Schörghofer | 2:10,99 |
| Slalom           | Jean-Baptiste Grange | 1:41,72 | Jens Byggmark       | 1:42,15 | Manfred Mölgg       | 1:42,33 |

### Kvinder
| Disciplin        | Guld            | Guld    | Sølv              | Sølv    | Bronze                | Bronze  |
| ---------------- | --------------- | ------- | ----------------- | ------- | --------------------- | ------- |
| Styrtløb         | Elisabeth Görgl | 1:47,24 | Lindsey Vonn      | 1:47,68 | Maria Riesch          | 1:47,84 |
| Super G          | Elisabeth Görgl | 1:23,82 | Julia Mancuso     | 1:23,87 | Maria Riesch          | 1:24,03 |
| Superkombination | Anna Fenninger  | 2:43,23 | Tina Maze         | 2:43,32 | Anja Pärson           | 2:43,50 |
| Storslalom       | Tina Maze       | 2:20,54 | Federica Brignone | 2:20,63 | Tessa Worley          | 2:21,02 |
| Slalom           | Marlies Schild  | 1:45,79 | Kathrin Zettel    | 1:46,13 | Maria Pietilä-Holmner | 1:46,44 |

### Hold
| Disciplin       | Guld | Sølv | Bronze |
| --------------- | --- | --- | --- |
| Holdkonkurrence | Frankrig · Taina Barioz · Thomas Fanara · Anemone Marmottan · Cyprien Richard · Tessa Worley · Gauthier de Tessières (reserve) | Østrig · Romed Baumann · Anna Fenninger · Michaela Kirchgasser · Benjamin Raich · Marlies Schild · Philipp Schörghofer | Sverige · Hans Olsson · Matts Olsson · Maria Pietilä-Holmner · Anja Pärson · Axel Bäck (reserve) · Sara Hector (reserve) |

### Medaljetabel
| Plac. | Land      | Guld | Sølv | Bronze | Total |
| ----- | --------- | ---- | ---- | ------ | ----- |
| 1.    | Østrig    | 4    | 3    | 1      | 8     |
| 2.    | Frankrig  | 2    | 1    | 1      | 4     |
| 3.    | Italien   | 1    | 2    | 3      | 6     |
| 4.    | USA       | 1    | 2    | 0      | 3     |
| 5.    | Slovenien | 1    | 1    | 0      | 2     |
| 6.    | Canada    | 1    | 0    | 0      | 1     |
| 6.    | Norge     | 1    | 0    | 0      | 1     |
| 8.    | Sverige   | 0    | 1    | 3      | 4     |
| 9.    | Schweiz   | 0    | 1    | 0      | 1     |
| 10.   | Tyskland  | 0    | 0    | 2      | 2     |
| 11.   | Kroatien  | 0    | 0    | 1      | 1     |